# Alonso Ortiz de Argueta
Alonso Ortiz de Argueta o más conocido como Alonso Ortiz de Elgueta (Almendralejo , Extremadura, España, ca. 1525 – f. Provincia de Honduras, Imperio español, ca. 1580) fue un abogado español que fue  designado en el año 1552 por la Real Audiencia de Guatemala como alcalde mayor de Nicaragua y en 1555 como alcalde mayor de Yucatán. Fue el tercer español que gobernó con ese título en el siglo XVI en el Yucatán. También fue gobernador de Honduras.

## Datos personales
Alonso Ortiz de Elgueta nació hacia 1525 en la localidad de Almendralejo , Extremadura. Fue hijo de Rodrigo Yáñez y Elvira Ortiz. Contrajo matrimonio con María Calleja, natural de Zafra, y tuvo con ella dos hijos llamados Rodrigo Yáñez y María Ortiz. 
Se graduó como licenciado en Leyes. 

## Alcalde Mayor de Nicaragua
El 22 de junio de 1552 fue designado por Alonso López Cerrato, presidente de la Real Audiencia de Guatemala o Real Audiencia de los Confines, como se llamaba oficialmente), como alcalde mayor de Nicaragua. Ejerció ese cargo hasta el 12 de abril de 1553, fecha en que le reemplazó Nicolas López de Urraga, quien también llevó a cabo el juicio de residencia de Ortiz de Elgueta.

## Alcalde mayor de Yucatán
El año de 1552 la provincia de Yucatán que había estado bajo la jurisdicción de la Real Audiencia de México pasó a depender de la Audiencia de los Confines, por determinación del emperador Carlos V. Cuatro alcaldes mayores nombrados por los Confines se sucedieron en el cargo como gobernantes de Yucatán a partir de entonces: de 1553 a 1554, Gaspar Suárez de Ávila que fue ratificado por Guatemala después de la importante tarea de visitador que desempeñó Tomás López Medel; de 1554 a finales de 1555, periodo en que gobernó Álvaro de Carvajal; después arribó de Guatemala para gobernar la provincia de Yucatán el tercer alcalde mayor, Alonso Ortiz de Argueta; finalmente, sucediendo a este, a partir de 1557 y hasta finales de 1560, Juan de Paredes, quien fue el cuarto y último alcalde mayor nombrado por los Confines. Después de él vendría otro visitador, Jufré de Loaiza, y más tarde un alcalde mayor más, Diego de Quijada, que sería el último funcionario español en ejercer el mando del gobierno de Yucatán con ese título, aunque este fue nombrado directamente por el rey Felipe II de España y ya no por la Real Audiencia de los Confines. A partir de eso, quienes ejercieron el mando político y administrativo en la provincia de Yucatán serían denominados gobernadores.
Poco tiempo antes de la llegado de Alonso Ortiz de Argueta se había iniciado una sublevación importante en la región oriental de la península encabezada por varios caudillos mayas que se manifestaban violentamente contra el dominio de los españoles, entre los cuales el batab Kul Chuc, quien más tarde fue apresado y ajusticiado por Macán Pech, también caudillo maya pero del poniente, quien auxilió a los españoles en el control de la insurrección que se extendió por varios poblados orientales como Chancenote, Nabalán, Yaxcabá y Kanxoc, antes de ser definitivamente aplacada ya en el año de 1557.
Durante el gobierno de Ortiz de Argueta tuvo lugar la abdicación de Carlos I de España en favor de su hijo Felipe II, quien accedió al trono el 16 de enero de 1556. Para honrar al nuevo soberano y a manera de celebración se organizaron en Yucatán suntuosas fiestas que tuvieron lugar entre el 25 de diciembre de 1557 y el 6 de enero de 1558. En ellas participó destacadamente Francisco de Montejo (el mozo), hijo del Adelantado, homónimo, que había muerto en Salamanca, España, en 1553. El mozo se había quedado en Yucatán y a la sazón se desempeñaba como alcalde ordinario de Mérida.
En tales festividades, el Alcalde Mayor recibió de parte de los residentes españoles, antiguos participantes en la conquista de Yucatán -entonces ya encomenderos-, religiosos y de los caciques (bataob) mayas ya sometidos, el juramento de fidelidad al nuevo rey. Entre los caciques mayas que juraron lealtad a Felipe II de España estuvieron: Francisco Euán, halach huinik de Chakán; Francisco Pom de Umán; Melchor Pech, de Chuburná; Francisco Cuytún, de Tetiz; Francisco Montejo Xiu, de Maní; Francisco Pech, de Conkal; Gaspar Yam de Hocabá y otros más.
En 1558 se recibió la noticia de que los piratas ingleses se habían apoderado de Isla del Carmen (hoy Campeche), volviéndola a partir de entonces su centro de operaciones y ataques en contra de la península de Yucatán. Durante su gobierno, el Alcalde Mayor tuvo serias dificultades con los frailes franciscanos por causa de su decisión de que los indígenas de la región oriental podían volver a sus pueblos originales para repoblarlos. Los religiosos argumentaban que esto iba en contra de una cédula real que ordenaba que los naturales debían congregarse en las poblaciones mayores para facilitar su evangelización. El gobernante impuso su criterio y esto motivo una queja en contra de él ante la Real Audiencia de Guatemala.
Ortiz de Argueta gobernó hasta fines de 1558 la provincia de Yucatán, año en que fue sustituido, como quedó asentado, por Juan de Paredes, también nombrado por los Confines. 

## Alcalde mayor designado de Nicaragua
El 13 de diciembre de 1559, mediante una real cédula expedida en Toledo, el rey Felipe II lo nombró otra vez como alcalde mayor de Nicaragua y juez de residencia del alcalde mayor don Francisco de Mendoza, y además se le comisionó para la conquista de Costa Rica, pero debido a que se dedicó a vender ilegalmente licencias de viaje, su nombramiento quedó sin efecto y se le siguió un proceso, al término del cual se le condenó a destierro de las Indias por un año.

## Gobernador de Honduras
En 1562 fue nombrado gobernador de Comayagua (hoy Honduras), cargo que ejerció hasta 1567. Llevó a  cabo el juicio de residencia de Pedro de Salvatierra, su predecesor en el gobierno de Honduras.
Durante su gobierno envió al piloto Andrés Martín a explorar las costas de la gobernación, desde el cabo Camarón en el noreste hasta el río San Juan de Nicaragua, Además Ortiz de Elgueta marchó a la Taguzgalpa y en las orillas de la laguna de Cartago (hoy de Caratasca; Gracias a Dios) fundó en 1564 la ciudad de Elgueta, que un año después trasladó más de 30 leguas al sur, a orillas del río Guarunta, en tierras llanas y que se creían ricas en oro. Después el gobernador regresó a Trujillo. La ciudad fue despoblada en 1567 debido a la resistencia de los indígenas.
Fue sometido a juicio de residencia en 1568 por Juan de Vargas Carvajal, sucesor suyo en la gobernación de Honduras y juez nombrado al efecto.